# 錫爾弗萊克鎮區 (愛荷華州沃思縣)
錫爾弗萊克鎮區（英語：Silver Lake Township）是位於美國愛荷華州沃思縣的一個行政鎮區。

## 地方資料
根據2010年美國人口普查的數據，錫爾弗萊克鎮區的面積為73.69平方千米，當中陸地面積為71.85平方千米，而水域面積為1.04平方千米。當地共有人口211人，而人口密度為每平方千米2.86人。